# ATP Tour 1999
In der folgenden Tabelle werden die Turniere der professionellen Herrentennis-Saison 1999 (ATP Tour) dargestellt.

## Übersicht
| Anzahl der Turniere nach Turnierserie |
| ------------------------------------- |
| Grand Slam                            |
| ATP Finals Grand Slam Cup             |
| ATP Championship Series, Single-Week  |
| ATP Championship Series               |
| ATP World Series                      |
| Davis Cup                             |
| Teamwettbewerbe                       |

| Datum1   | Ort              | Turnier                                       | Serie                     | Belag2        | Sieger Einzel       | Sieger Doppel                      |
| -------- | ---------------- | --------------------------------------------- | ------------------------- | ------------- | ------------------- | ---------------------------------- |
| 004.001. | Doha             | Qatar Mobil Open '99                          | International Series      | Hartplatz     | Rainer Schüttler    | Alex O’Brien Jared Palmer          |
| 004.001. | Adelaide         | AAPT Championships                            | International Series      | Hartplatz     | Thomas Enqvist      | Gustavo Kuerten Nicolás Lapentti   |
| 011.001. | Sydney           | Adidas International                          | International Series      | Hartplatz     | Todd Martin         | Sébastien Lareau Daniel Nestor     |
| 011.001. | Auckland         | Heineken Open                                 | International Series      | Hartplatz     | Sjeng Schalken      | Jeff Tarango Daniel Vacek          |
| 018.001. | Melbourne        | Australian Open                               | Grand Slam                | Hartplatz     | Jewgeni Kafelnikow  | Jonas Björkman Patrick Rafter      |
| 001.002. | Marseille        | Open 13                                       | International Series      | Hartplatz (i) | Fabrice Santoro     | Maks Mirny Andrei Olchowski        |
| 008.002. | San Jose         | Sybase Open                                   | International Series      | Hartplatz (i) | Mark Philippoussis  | Mark Woodforde Todd Woodbridge     |
| 008.002. | Dubai            | Dubai Tennis Open                             | International Series      | Hartplatz     | Jérôme Golmard      | Wayne Black Sandon Stolle          |
| 008.002. | Sankt Petersburg | St. Petersburg Open                           | International Series      | Teppich (i)   | Marc Rosset         | Jeff Tarango Daniel Vacek          |
| 015.002. | Memphis          | Kroger/St. Jude International                 | International Series Gold | Hartplatz (i) | Tommy Haas          | Mark Woodforde Todd Woodbridge     |
| 015.002. | Rotterdam        | ABN/AMRO World Tennis Tournament              | International Series Gold | Teppich (i)   | Jewgeni Kafelnikow  | David Adams John-Laffnie de Jager  |
| 022.002. | London           | Guardian Direct Cup                           | International Series Gold | Teppich (i)   | Richard Krajicek    | Tim Henman Greg Rusedski           |
| 001.003. | Kopenhagen       | Kopenhagen Open                               | International Series      | Hartplatz(i)  | Magnus Gustafsson   | Maks Mirny Andrei Olchowski        |
| 001.003. | Scottsdale       | Franklin Templeton Tennis Classic             | International Series      | Hartplatz     | Jan-Michael Gambill | Justin Gimelstob Richey Reneberg   |
| 008.003. | Indian Wells     | Newsweek Champions Cup                        | ATP Super 9               | Hartplatz     | Mark Philippoussis  | Wayne Black Sandon Stolle          |
| 015.003. | Miami            | The Lipton Championships                      | ATP Super 9               | Hartplatz     | Richard Krajicek    | Wayne Black Sandon Stolle          |
| 022.003. | Casablanca       | Grand Prix Hassan II                          | International Series      | Sand          | Alberto Martín      | Fernando Meligeni Jaime Oncins     |
| 005.004. | Chennai          | Gold Flake Open                               | International Series      | Hartplatz     | Byron Black         | Mahesh Bhupathi Leander Paes       |
| 005.004. | Estoril          | Estoril Open                                  | International Series      | Sand          | Albert Costa        | Tomás Carbonell Donald Johnson     |
| 005.004. | Hongkong         | Salem Open                                    | International Series      | Hartplatz     | Andre Agassi        | James Greenhalgh Grant Silcock     |
| 012.004. | Barcelona        | Open SEAT-Godó '99                            | International Series Gold | Sand          | Felix Mantilla      | Paul Haarhuis Jewgeni Kafelnikow   |
| 012.004. | Tokio            | Japan Open                                    | International Series Gold | Hartplatz     | Nicolas Kiefer      | Jeff Tarango Daniel Vacek          |
| 019.004. | Monte Carlo      | Republic National Bank Monte Carlo Open       | ATP Super 9               | Sand          | Gustavo Kuerten     | Olivier Delaître Tim Henman        |
| 019.004. | Orlando          | ERA Real Estate Clay Court Championships      | International Series      | Sand          | Magnus Norman       | Jim Courier Todd Woodbridge        |
| 026.004. | Atlanta          | AT&T Challenge                                | International Series      | Sand          | Stefan Koubek       | Patrick Galbraith Justin Gimelstob |
| 026.004. | München          | BMW Open                                      | International Series      | Sand          | Franco Squillari    | Daniel Orsanic Mariano Puerta      |
| 026.004. | Prag             | Tento Czech Open                              | International Series      | Sand          | Dominik Hrbatý      | Martin Damm Radek Štěpánek         |
| 003.005. | Delray Beach     | Citrix Tennis Championships                   | International Series      | Sand          | Lleyton Hewitt      | Maks Mirny Nenad Zimonjić          |
| 003.005. | Hamburg          | Licher German Open                            | ATP Super 9               | Sand          | Marcelo Ríos        | Wayne Arthurs Andrew Kratzmann     |
| 010.005. | Rom              | Italian Open                                  | ATP Super 9               | Sand          | Gustavo Kuerten     | Ellis Ferreira Rick Leach          |
| 016.005. | Düsseldorf       | ARAG ATP World Team Championship              | World Team Cup            | Sand          | Australien          |                                    |
| 017.005. | St. Pölten       | Internationaler Raiffeisen Grand Prix         | International Series      | Sand          | Marcelo Ríos        | Andrew Florent Andrei Olchowski    |
| 024.005. | Paris            | French Open                                   | Grand Slam                | Sand          | Andre Agassi        | Mahesh Bhupathi Leander Paes       |
| 007.006. | Halle (Westf.)   | Gerry Weber Open                              | International Series      | Rasen         | Nicolas Kiefer      | Jonas Björkman Patrick Rafter      |
| 007.006. | Meran            | Merano Open                                   | International Series      | Sand          | Fernando Vicente    | Lucas Arnold Ker Jaime Oncins      |
| 007.006. | London           | The Stella Artois Grass Court Championships   | International Series      | Rasen         | Pete Sampras        | Sébastien Lareau Alex O’Brien      |
| 014.006. | Nottingham       | The Nottingham Open                           | International Series      | Rasen         | Cédric Pioline      | Patrick Galbraith Justin Gimelstob |
| 014.006. | ’s-Hertogenbosch | Heineken Trophy                               | International Series      | Rasen         | Patrick Rafter      |                                    |
| 021.006. | Wimbledon        | Wimbledon Championships                       | Grand Slam                | Rasen         | Pete Sampras        | Mahesh Bhupathi Leander Paes       |
| 005.007. | Båstad           | Investor Swedish Open                         | International Series      | Sand          | Juan Antonio Marín  | David Adams Jeff Tarango           |
| 005.007. | Gstaad           | Rado Swiss Open                               | International Series      | Sand          | Albert Costa        | Donald Johnson Cyril Suk           |
| 005.007. | Newport          | Miller Lite Hall of Fame Tennis Championships | International Series      | Rasen         | Chris Woodruff      | Wayne Arthurs Leander Paes         |
| 019.007. | Stuttgart        | 1999 Mercedes Cup                             | International Series Gold | Sand          | Magnus Norman       | Jaime Oncins Daniel Orsanic        |
| 026.007. | Kitzbühel        | Generali Open 1999                            | International Series Gold | Sand          | Albert Costa        | Chris Haggard Peter Nyborg         |
| 026.007. | Los Angeles      | Infiniti Open                                 | International Series      | Hartplatz     | Pete Sampras        | Byron Black Wayne Ferreira         |
| 026.007. | Umag             | International Championship of Croatia         | International Series      | Sand          | Magnus Norman       | Mariano Puerta Javier Sánchez      |
| 002.008. | Amsterdam        | Grolsch Open                                  | International Series      | Sand          | Younes El Aynaoui   | Paul Haarhuis Sjeng Schalken       |
| 002.008. | Montreal         | du Maurier Open                               | ATP Super 9               | Hartplatz     | Thomas Johansson    | Jonas Björkman Patrick Rafter      |
| 009.008. | Cincinnati       | Great American Insurance ATP Championship     | ATP Super 9               | Hartplatz     | Pete Sampras        | Byron Black Jonas Björkman         |
| 009.008. | San Marino       | Internazionali di Tennis di San Marino        | International Series      | Sand          | Galo Blanco         | Lucas Arnold Ker Mariano Hood      |
| 016.008. | Indianapolis     | RCA Championships                             | International Series Gold | Hartplatz     | Nicolás Lapentti    | Paul Haarhuis Jared Palmer         |
| 016.008. | Washington, D.C. | Legg Mason Tennis Classic                     | International Series Gold | Hartplatz     | Andre Agassi        | Justin Gimelstob Sébastien Lareau  |
| 023.008. | Boston           | MFS Pro Tennis Championships                  | International Series      | Hartplatz     | Marat Safin         | Guillermo Cañas Martín García      |
| 023.008. | Long Island      | Waldbaum’s Hamlet Cup                         | International Series      | Hartplatz     | Magnus Norman       | Olivier Delaître Fabrice Santoro   |
| 030.008. | New York         | US Open                                       | Grand Slam                | Hartplatz     | Andre Agassi        | Sébastien Lareau Alex O’Brien      |
| 013.009. | Bournemouth      | The Samsung Open                              | International Series      | Sand          | Adrian Voinea       | David Adams Jeff Tarango           |
| 013.009. | Mallorca         | Mallorca Open                                 | International Series      | Sand          | Juan Carlos Ferrero | Lucas Arnold Ker Tomás Carbonell   |
| 013.009. | Taschkent        | President’s Cup 1999                          | International Series      | Hartplatz     | Nicolas Kiefer      | Oleg Ogorodov Marc Rosset          |
| 027.009. | Bukarest         | Connex Open Romania                           | International Series      | Sand          | Alberto Martín      | Lucas Arnold Ker Martín García     |
| 027.009. | München          | Grand Slam Cup                                | Grand Slam Cup            | Hartplatz (i) | Greg Rusedski       |                                    |
| 027.009. | Toulouse         | adidas Open de Toulouse                       | International Series      | Hartplatz (i) | Nicolas Escudé      | Olivier Delaître Jeff Tarango      |
| 004.010. | Basel            | Davidoff Swiss Indoors                        | International Series      | Teppich (i)   | Karol Kučera        | Brent Haygarth Aleksandar Kitinov  |
| 004.010. | Schanghai        | Heineken Open Shanghai                        | International Series      | Hartplatz     | Magnus Norman       | Sébastien Lareau Daniel Nestor     |
| 004.010. | Palermo          | Campionati Internazionali di Sicilia          | International Series      | Sand          | Arnaud Di Pasquale  | Mariano Hood Sebastián Prieto      |
| 011.010. | Singapur         | Heineken Open Singapore                       | International Series Gold | Hartplatz (i) | Marcelo Ríos        | Maks Mirny Eric Taino              |
| 011.010. | Wien             | CA Tennis Trophy                              | International Series Gold | Teppich (i)   | Greg Rusedskin      | David Prinosil Sandon Stolle       |
| 018.010. | Lyon             | Grand Prix de Tennis de Lyon                  | International Series      | Teppich (i)   | Nicolás Lapentti    | Piet Norval Kevin Ullyett          |
| 025.010. | Stuttgart        | Eurocard Open                                 | ATP Super 9               | Hartplatz (i) | Thomas Enqvist      | Byron Black Jonas Björkman         |
| 001.011. | Paris            | 14th Paris Open                               | ATP Super 9               | Teppich (i)   | Andre Agassi        | Sébastien Lareau Alex O’Brien      |
| 008.011. | Moskau           | Kremlin Cup                                   | International Series      | Teppich (i)   | Jewgeni Kafelnikow  | Justin Gimelstob Daniel Vacek      |
| 008.011. | Stockholm        | Scania Stockholm Open                         | International Series      | Hartplatz (i) | Thomas Enqvist      | Piet Norval Kevin Ullyett          |
| 015.011. | Hartford         | ATP Tour World Championship Doubles           | ATP-Weltmeisterschaft     | Teppich(i)    |                     | Sébastien Lareau Alex O’Brien      |
| 022.011. | Hannover         | ATP Tour World Championship                   | ATP-Weltmeisterschaft     | Hartplatz (i) | Pete Sampras        |                                    |

- 1 Turnierbeginn (ohne Qualifikation)
- 2 Das Kürzel „(i)“ (= indoor) bedeutet, dass das betreffende Turnier in einer Halle ausgetragen wird.

## Statistiken
| Abschlussrangliste 1999 | Abschlussrangliste 1999 | Abschlussrangliste 1999 | Abschlussrangliste 1999 |
| #                       | Spieler                 | Punkte                  | Turniersiege            |
| ----------------------- | ----------------------- | ----------------------- | ----------------------- |
| 1                       | Andre Agassi            | 5048                    | 5                       |
| 2                       | Jewgeni Kafelnikow      | 3465                    | 3                       |
| 3                       | Pete Sampras            | 3024                    | 5                       |
| 4                       | Thomas Enqvist          | 2606                    | 3                       |
| 5                       | Gustavo Kuerten         | 2601                    | 2                       |
| 6                       | Nicolas Kiefer          | 2447                    | 3                       |
| 7                       | Todd Martin             | 2408                    | 1                       |
| 8                       | Nicolás Lapentti        | 2284                    | 2                       |
| 9                       | Marcelo Ríos            | 2245                    | 3                       |
| 10                      | Richard Krajicek        | 2095                    | 2                       |
| 11                      | Tommy Haas              | 1921                    | 1                       |
| 12                      | Tim Henman              | 1920                    | 0                       |
| 13                      | Cédric Pioline          | 1814                    | 1                       |
| 14                      | Greg Rusedski           | 1802                    | 2                       |
| 15                      | Magnus Norman           | 1748                    | 5                       |
| 16                      | Patrick Rafter          | 1731                    | 1                       |
| 17                      | Karol Kučera            | 1633                    | 1                       |
| 18                      | Albert Costa            | 1572                    | 2                       |
| 19                      | Mark Philippoussis      | 1570                    | 2                       |
| 20                      | Vincent Spadea          | 1542                    | 0                       |